# Regionalt spillested
Et regionalt spillested er et spillested, som udpeges af Kunstrådets Musikudvalg til at modtage støtte fra staten og kommunen for en periode af 4 år. 
Formålet med de regionale spillesteder er at sikre præsentationen af såvel national og international rytmisk musik af høj kunstnerisk kvalitet samt at bidrage til at udvikle og understøtte vækstlaget i det rytmiske miljø i Danmark.
Det samlede årlige statslige tilskud til regionale spillesteder i udpegningsperioden 2013-2016 udgør ca. 32,2 mio. kr.

## Regionale spillesteder 2017-2020
Statens Kunstfonds Projektstøtteudvalg for Musik har udpeget 19 regionale spillesteder for perioden 2017-2020:
- Musikhuzet Bornholm, Rønne
- Tobakken, Esbjerg
- Det Musiske Hus, Frederikshavn
- Fermaten, Herning
- Klaverfabrikken, Hillerød
- Godset, Kolding
- Copenhagen Jazzhouse, København
- Global Copenhagen, København
- VEGA, København
- Posten/Dexter, Odense
- Turbinen, Randers
- Gimle, Roskilde
- Sønderborghus, Sønderborg
- Spillestedet Thy, Thisted
- STARS, Vordingborg
- Studenterhuset, Aalborg
- Radar, Aarhus
- Train, Aarhus
- VoxHall/Atlas, Aarhus[2]

## Regionale spillesteder 2013-2016
Statens Kunstfonds Projektstøtteudvalg for Musik udpegede 19 regionale spillesteder for perioden 2013-2016:
- Musikhuzet Bornholm, Rønne
- Tobakken, Esbjerg
- Det Musiske Hus, Frederikshavn
- Fermaten, Herning
- Klaverfabrikken, Hillerød
- Godset, Kolding
- Copenhagen Jazzhouse, København
- Culture Box, København
- Global Copenhagen, København
- Loppen, Christiania, København
- VEGA, København
- Posten/Dexter, Odense
- Gimle, Roskilde
- Sønderborghus, Sønderborg
- STARS, Vordingborg
- Studenterhuset, Aalborg
- Radar, Aarhus
- Train, Aarhus
- VoxHall/Atlas, Aarhus[1]

## Regionale spillesteder 2009-2012
Statens Kunstfonds Projektstøtteudvalg for Musik udpegede 17 regionale spillesteder for perioden 2009-2012:
- Musikhuzet Bornholm, Rønne
- Det Musiske Hus, Frederikshavn
- Fermaten, Herning
- Godset, Kolding
- Copenhagen Jazzhouse, København
- Culture Box, København
- Global Copenhagen, København
- Loppen, Christiania, København
- VEGA, København
- Posten/Dexter, Odense
- Gimle, Roskilde
- Sønderborghus, Sønderborg
- STARS, Vordingborg
- Studenterhuset, Aalborg
- Musikcaféen, Aarhus (Nu: Radar)
- Train, Aarhus
- Voxhall, Aarhus[3]